# Moorgraben (Mühlenau)
Der Moorgraben ist ein ca. 2,8 Kilometer langer Graben in Rellingen und Ellerbek. Er ist ein Nebenfluss der Mühlenau (Pinnau).

## Verlauf
Er entspringt an einem Feld zwischen der Lerchenstraße und dem Hermann-Löns-Weg und verläuft Richtung Osten, unterquert die Fasanenstraße, die Drosselstraße und die Pinneberger Straße. Danach ist er mit dem mittleren von drei Rückhaltebecken verbunden, das von seinem Nebenfluss, dem Schnelsener Moorgraben durchflossen wird. Danach verläuft er Richtung Norden, unterquert die Straße Am Moorgraben, den Moordamm und den Röpenkampsweg, die Straße Mühlenau und die Wilhornstwiete, und mündet danach in die Mühlenau (Pinnau).

## Bilder

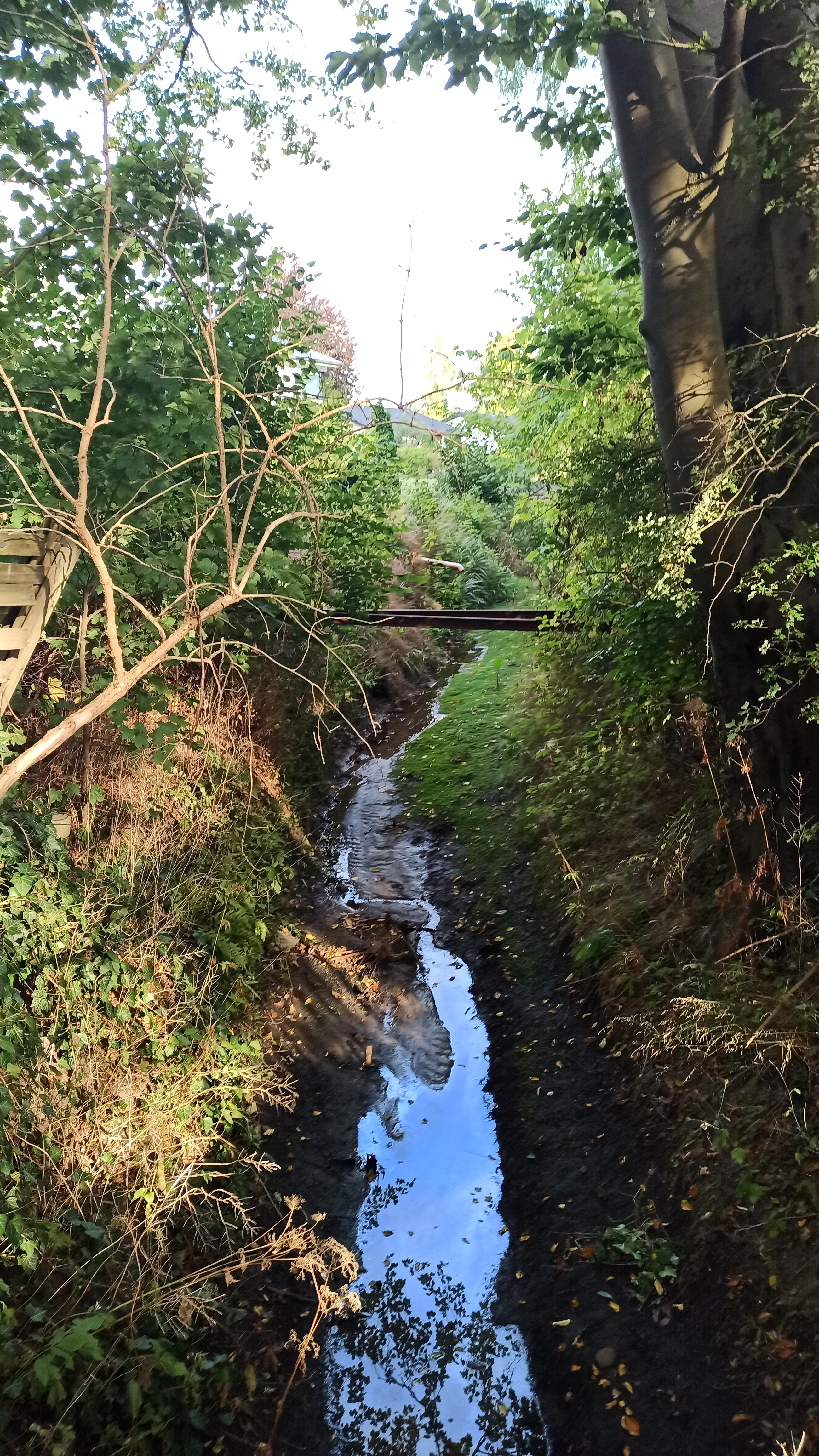
Moorgraben an der Wilhornstwiete
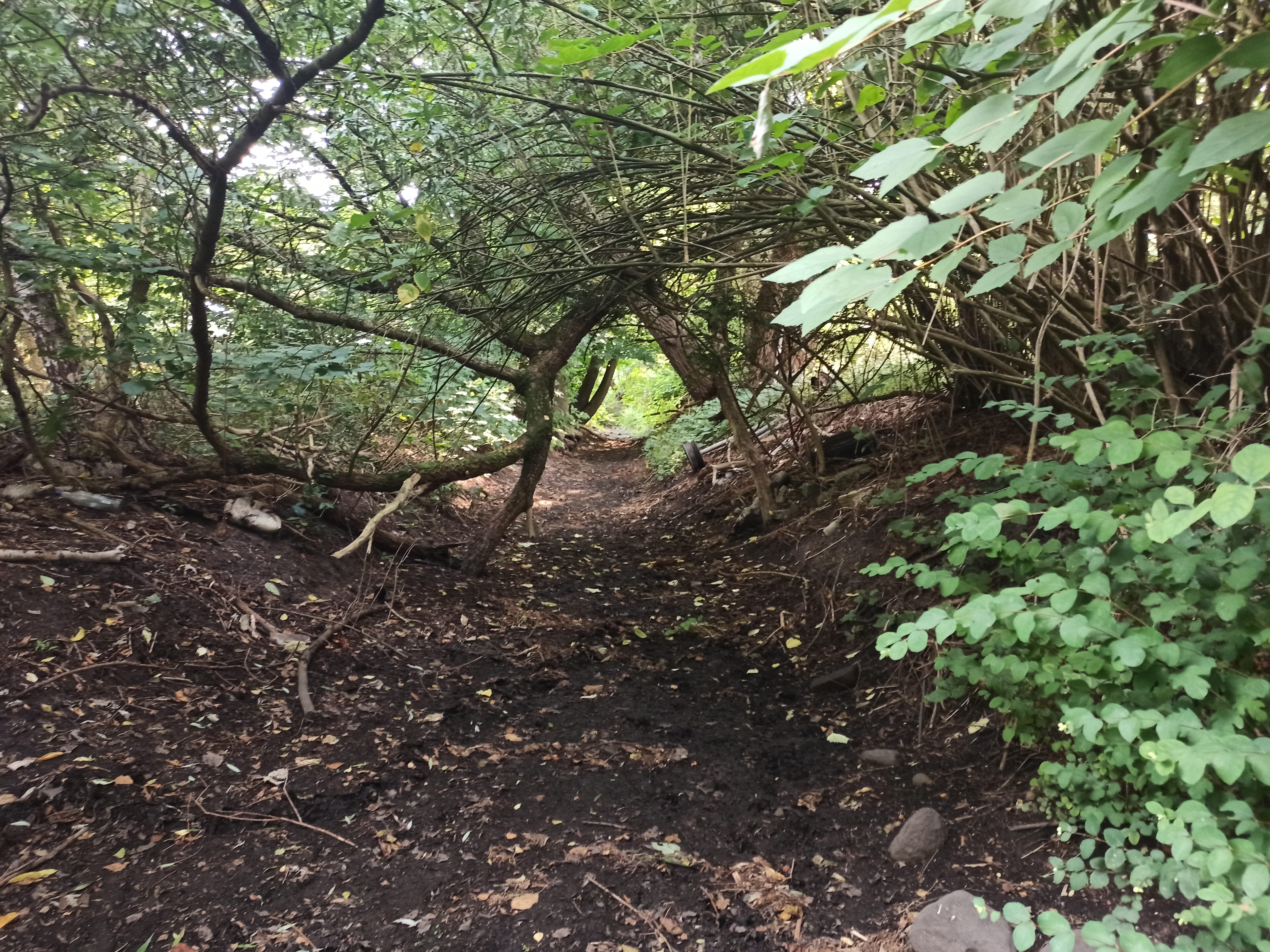
Moorgraben am RHB, Richtung Westen
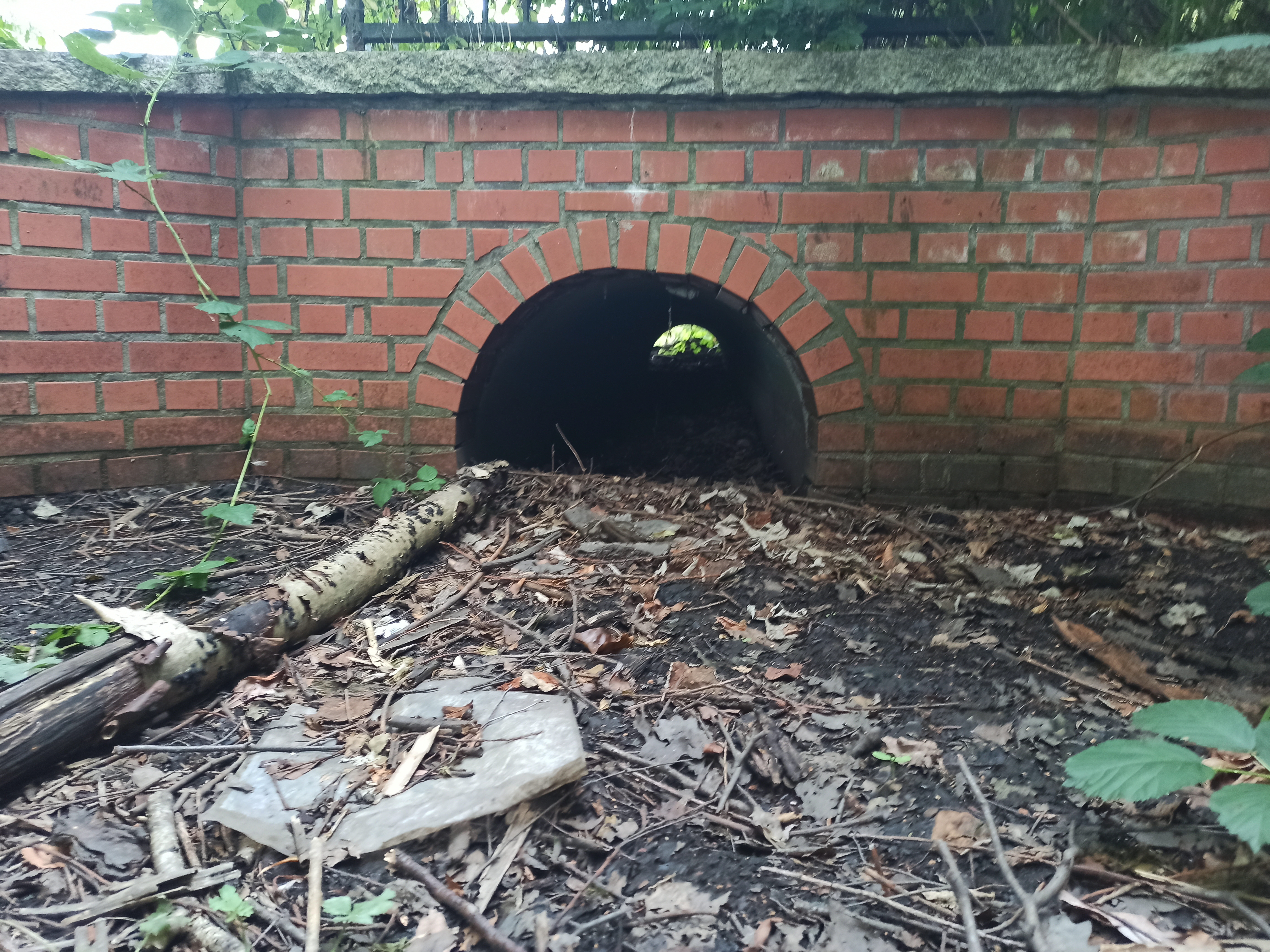
Moorgraben Abzweigung zum RHB
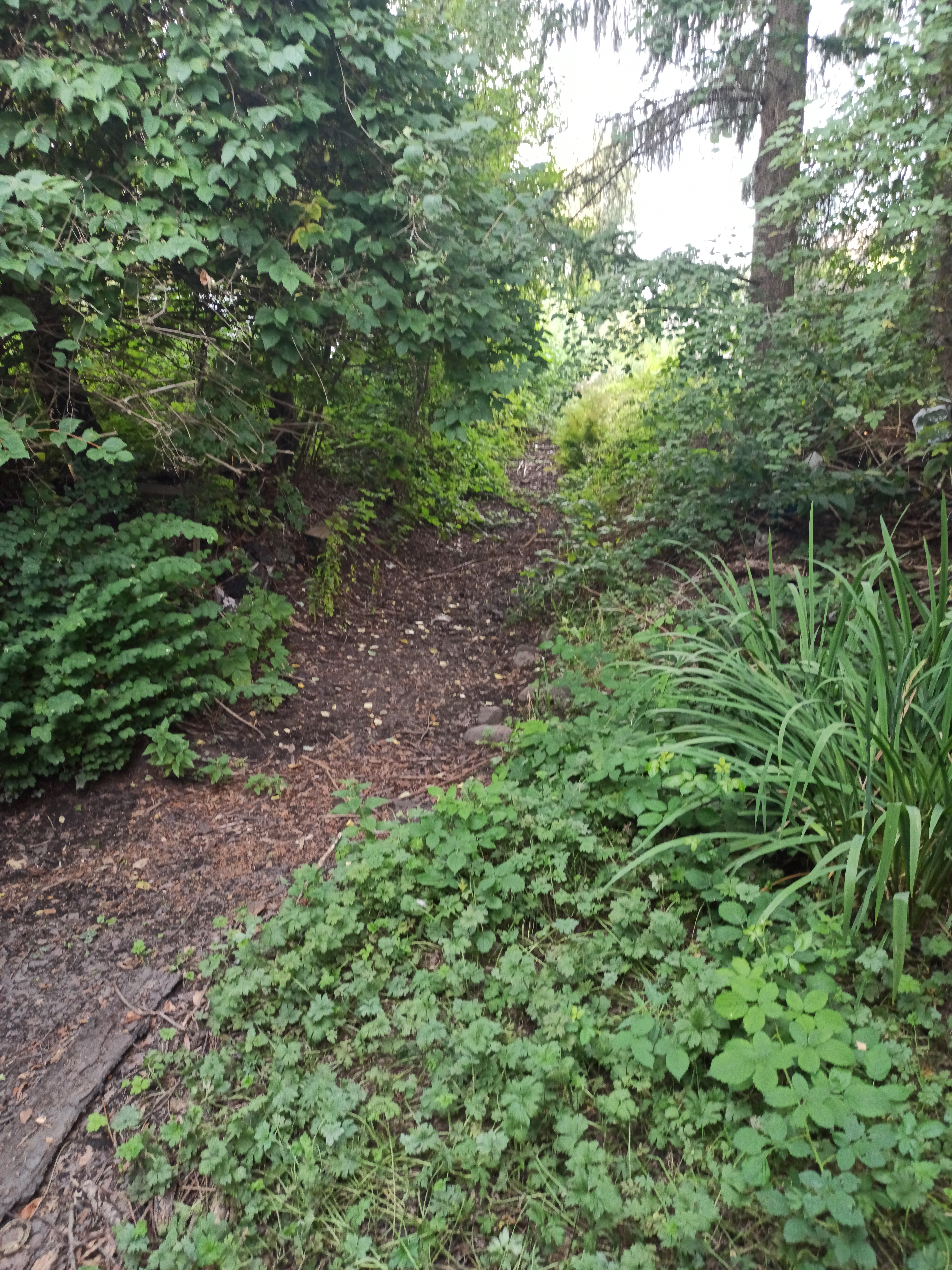
Moorgraben am RHB, Richtung Norden
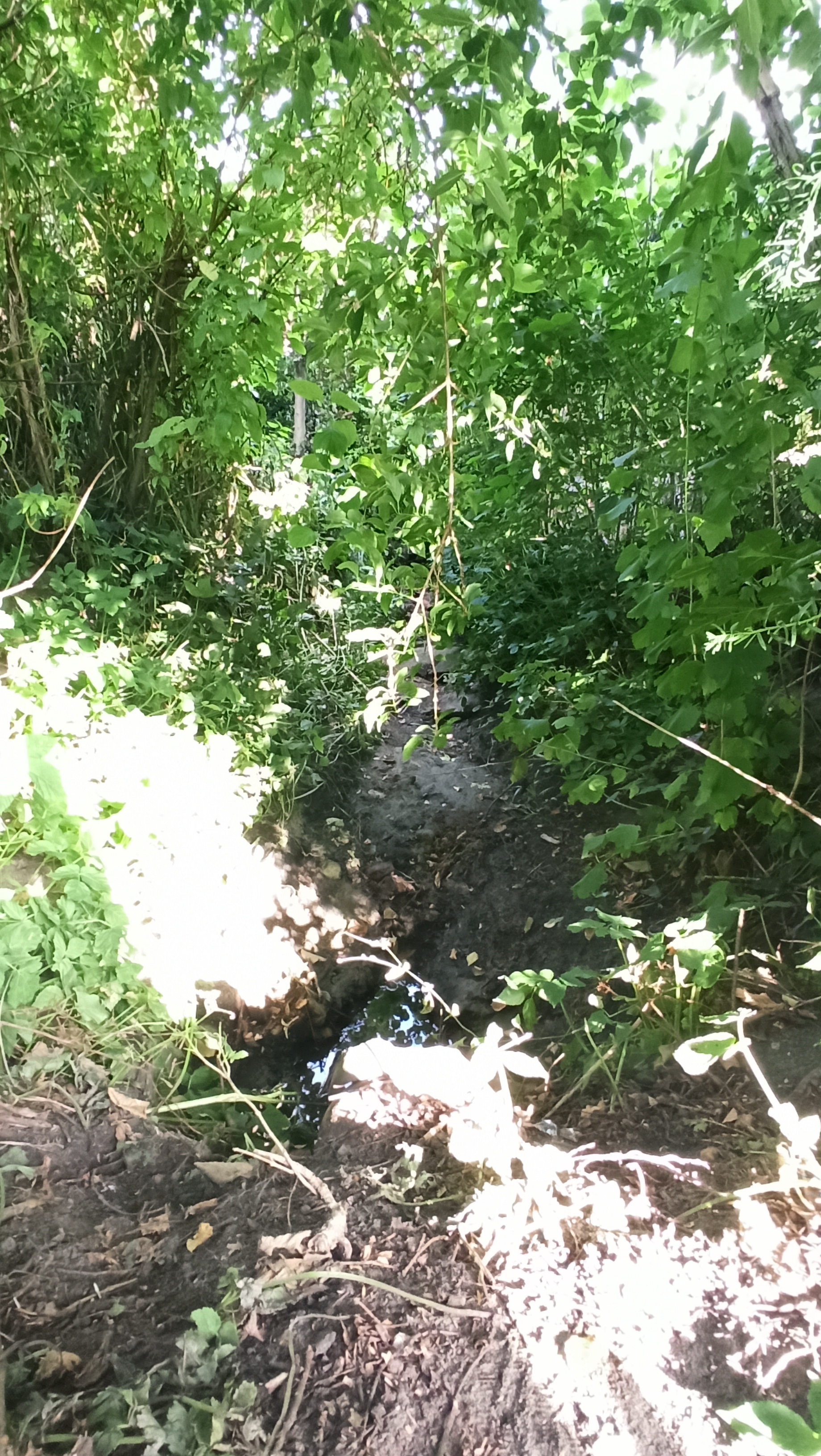
Moorgraben Fasanenstraße, kurz nach der Quelle
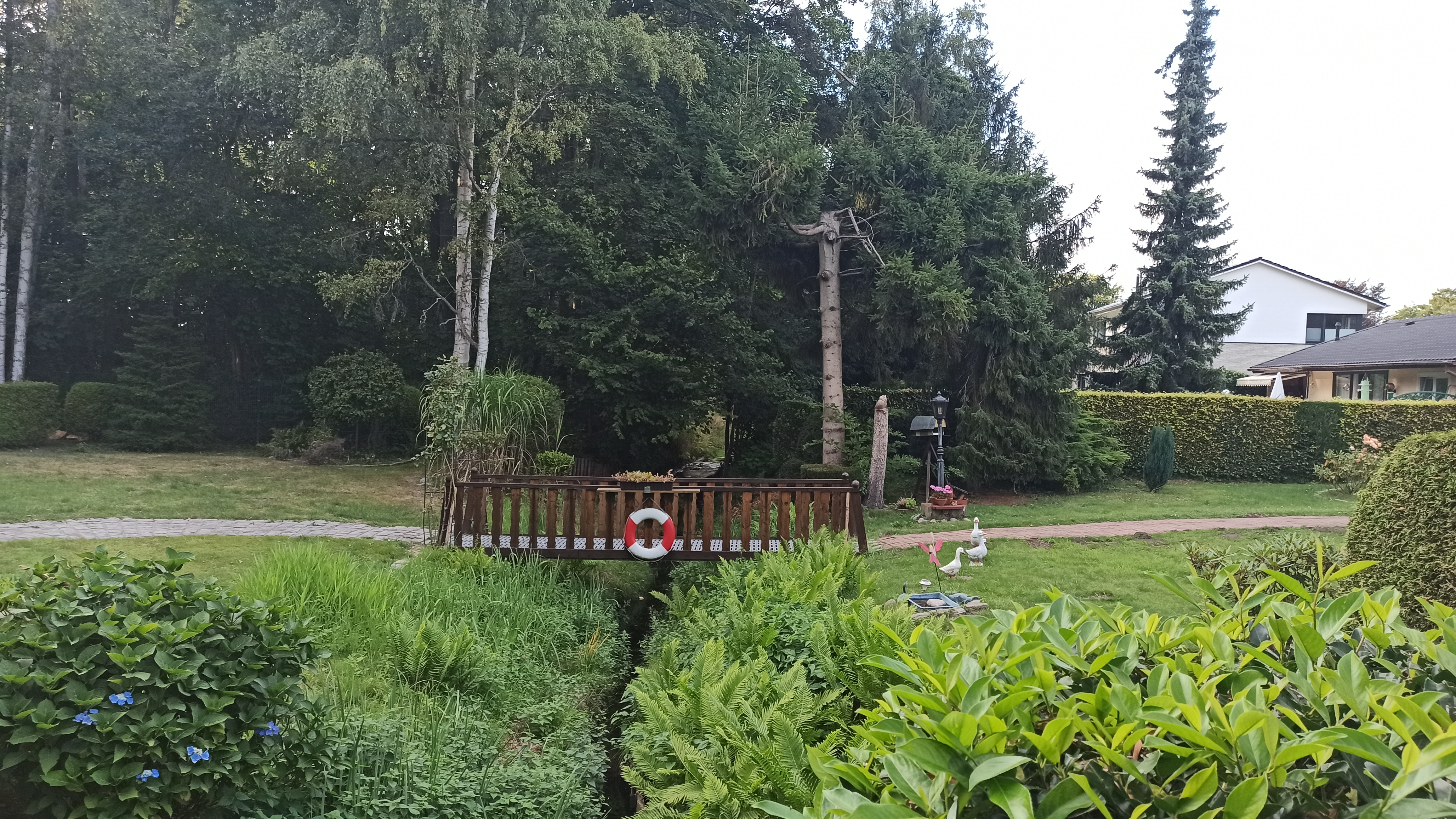
Moorgraben an der Straße Mühlenau